# Gaine foliaire

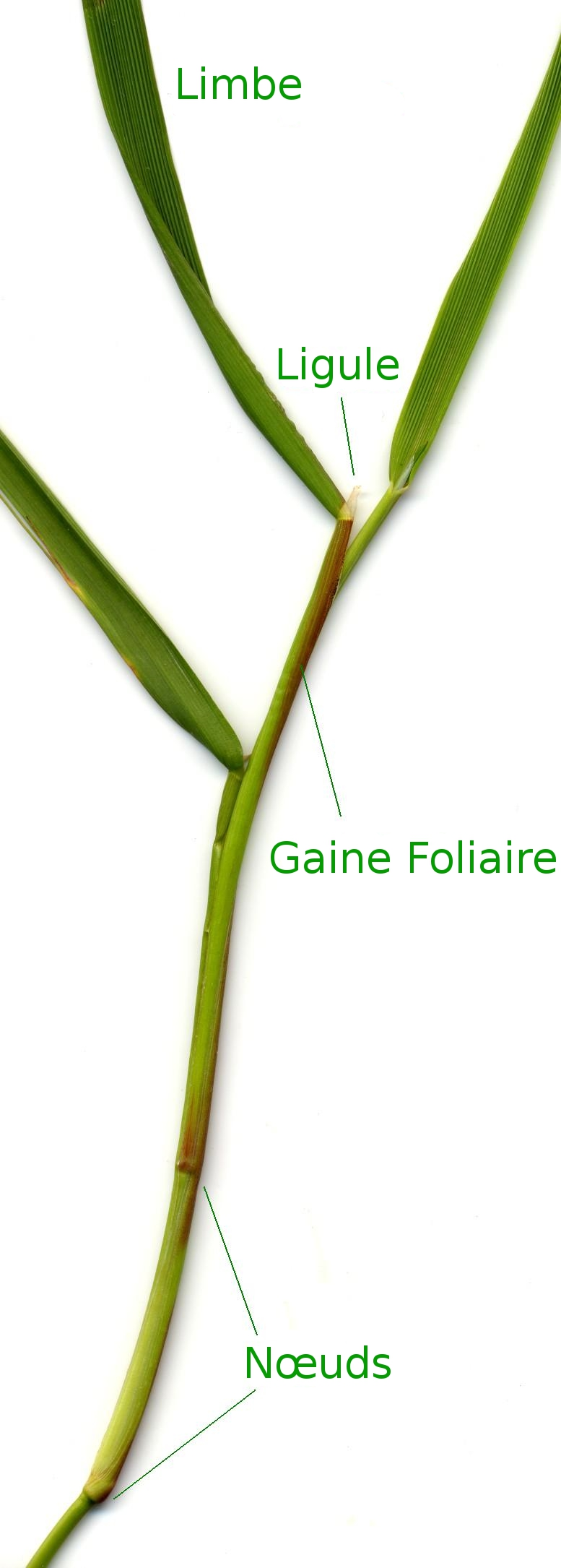
Pièces foliaires du vulpin dont la gaine foliaire

La gaine foliaire désigne la pièce foliaire correspondant à la partie proximale d'une feuille qui embrasse la tige d'une plante. La base foliaire est l'association gaine foliaire/ligule.

## Origine

### Origine étymologique
Le terme gaine apparaît au XIIIe siècle, il est issu du latin classique vagina (« fourreau d’une arme, étui »), prononcé wagina en latin populaire puis gwavina et gavina (influence germanique). Sa signification de fourreau se retrouve dans le verbe dégainer ou les différents sens de gaine, notamment son sens botanique repéré en 1704 dans le dictionnaire de Trévoux (la gaine constitue un fourreau pour la tige). L'origine latine du mot se retrouve aussi dans les pousses stériles « intra et extra vaginales » des graminées.

### Origine évolutive
La gaine a deux origines évolutives :
- pétiole dont la base se dilate et se prolonge de manière à entourer la tige
- stipules se soudant de manière à embrasser la tige

Elle a pour fonction notamment de protéger des agressions (pluie, broutage) les bourgeons axillaires ou la pousse (gaine coriace des bambous).

## Caractéristiques
La gaine foliaire peut être glabre ou pileuse. Lorsqu'elle embrasse complètement la circonférence de la tige, elle est dite amplexicaule, lorsqu'elle n'entoure que la moitié de la circonférence, elle est dite semi-amplexicaule.

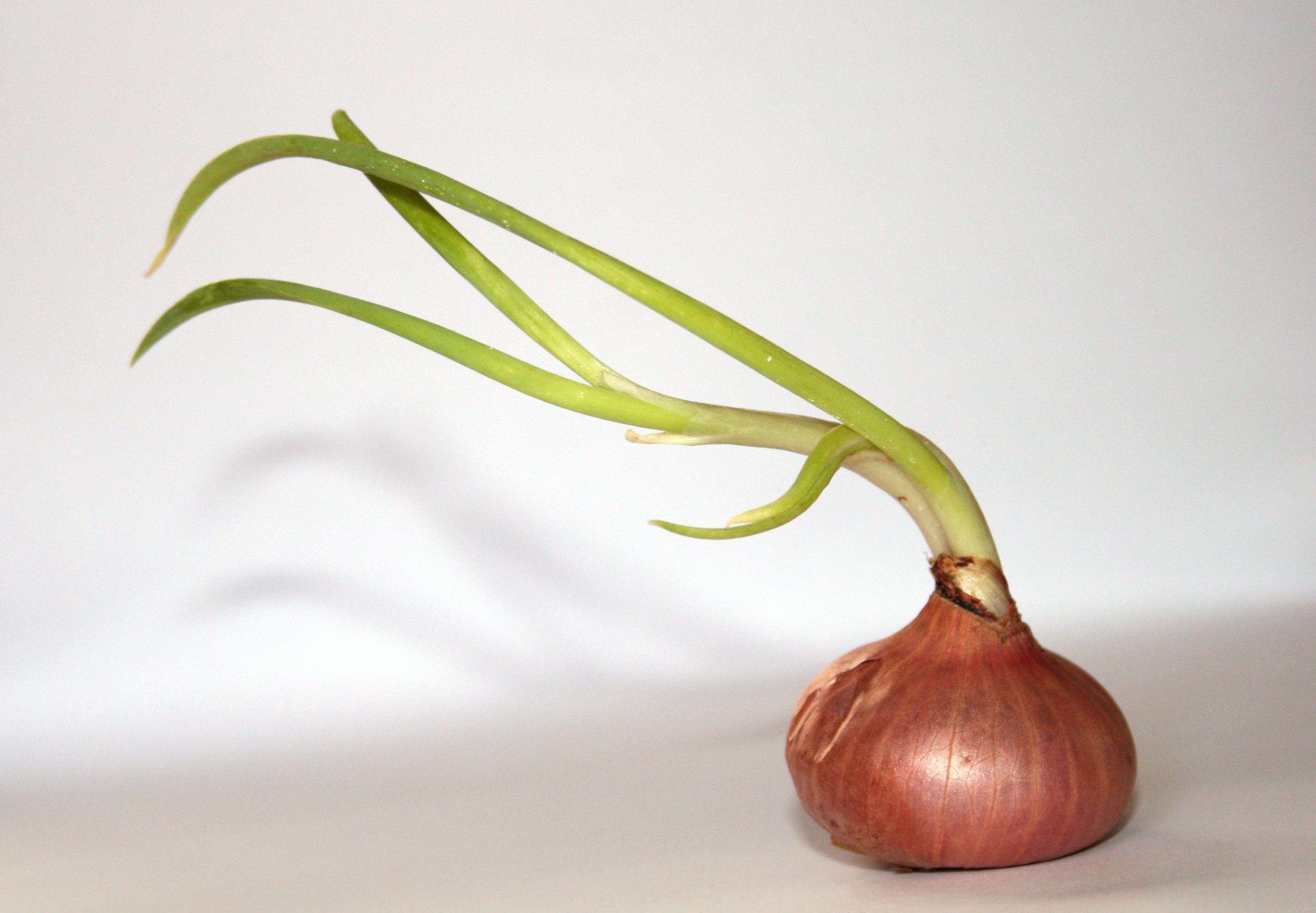
Bulbe d'oignon formé de gaines tuniquées.

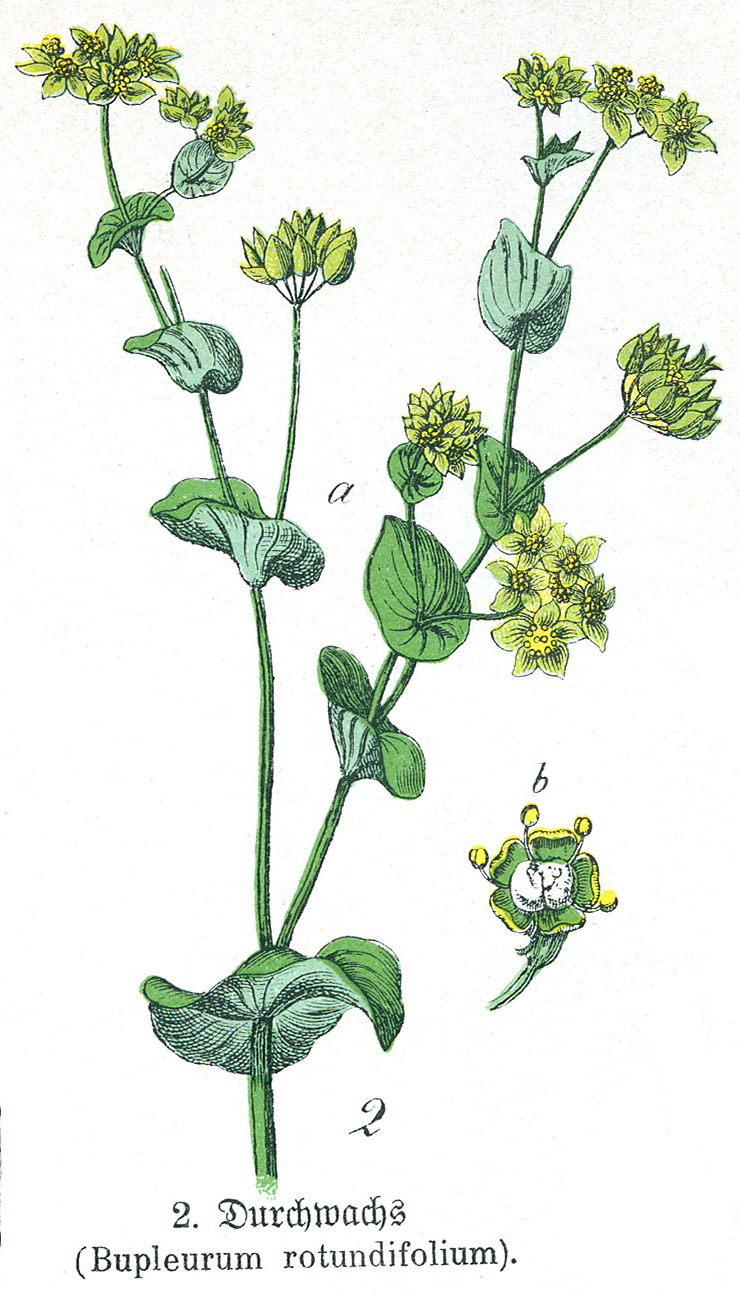
Gaine foliaire très développée de Bupleurum rotundifolium.

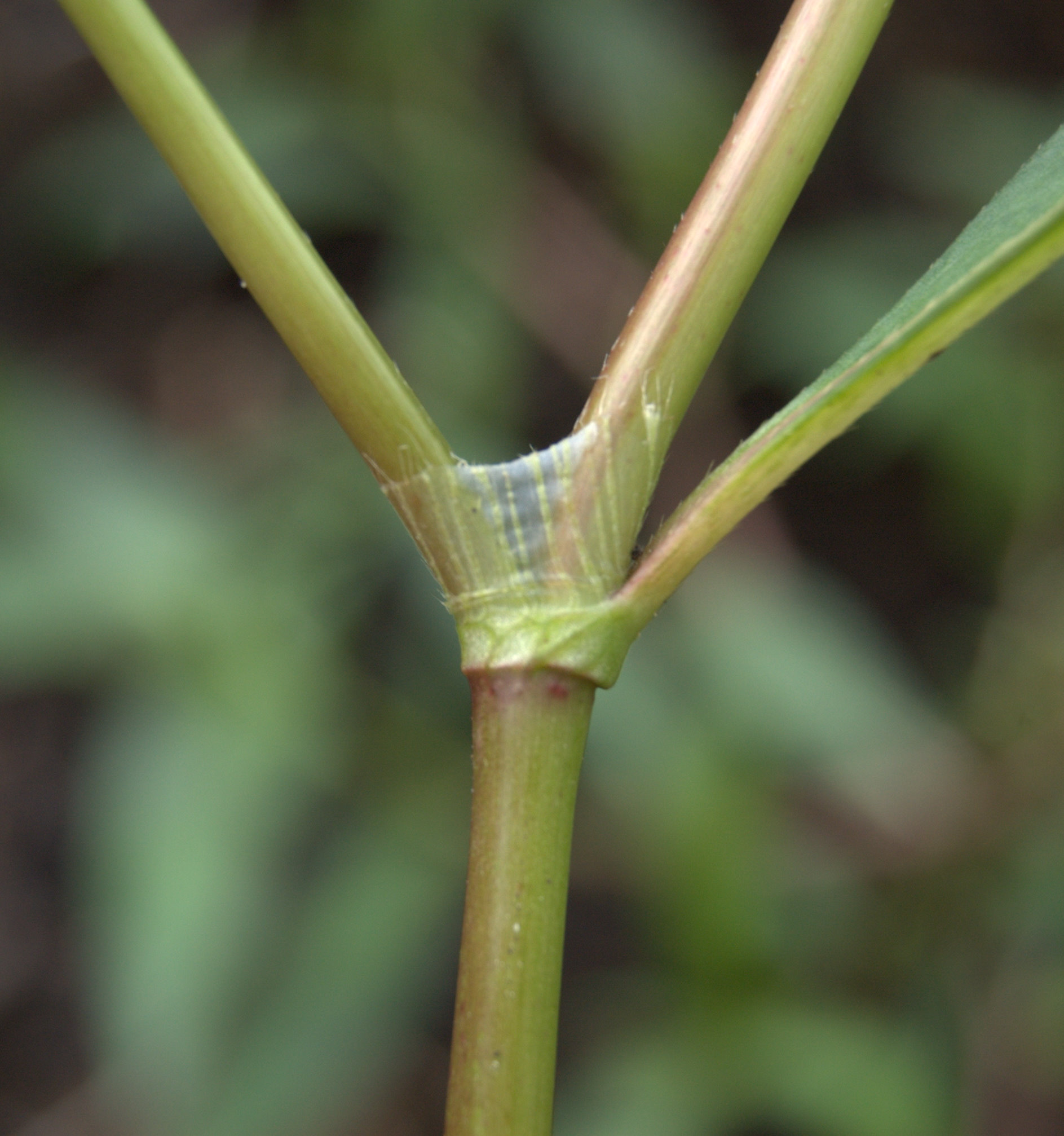
Ochréa sur une tige de renouée persicaire.

## Différentes formes de gaines foliaires
Chez les monocotylédones, une surévolution simplificatrice réduit la feuille en un pétiole aplati (faux limbe avec par conséquent une nervation paralléninerve) tandis que la gaine suit différentes voies évolutives :
- gaine formant un étui ouvert, fendu longitudinalement (Poaceae chez qui l'apex de la gaine se différencie souvent en une ligule, expansion membraneuse qui peut se réduire à un bourrelet ou une frange de poils).
- gaine formant un tube fermé embrassant une partie de l'entre-nœud, sans ligule (poireau, Cyperaceae)
- gaines s'emboîtant les unes dans les autres et formant chacune un anneau sur les bulbes tuniqués[4] (exemple : Amaryllidaceae, Alliaceae, Hyacinthaceae, Liliaceae)
- hypertrophie de la gaine qui simule un faux pétiole, parallèlement le pétiole devient galbé et simule une fausse feuille (spathe des Arums, des palmiers ou du Narcissus ).
- développement de longues fibres longitudinales et de tissus fortement turgescents dans les gaines (stipe du bananier constitué de ce type de gaines, gaines coriaces à la pubescence soyeuse des bambous).
- gaines transitoires pointues protégeant la première pousse et la première racine lors de la germination des monocotylédones : respectivement le coléoptile et coléorhize (l'étymologie grecque coleos, fourreau, rappelle celle du latin vagina)

Chez les dicotylédones, la gaine peut être :
- très développée (en longueur et largeur), la feuille se réduisant à la gaine (convergence évolutive comme chez les monocotylédones ; exemples chez les Apiaceae - buplèvres, panicauts - ou chez les Caryophyllaceae)
- petite et associée à deux stipules (Fabaceae)
- petite, issue de la soudure de stipules enveloppant la base de l'entrenœud (ochréa des Polygonaceae)